# 釧路海底谷
釧路海底谷（Kushiro (Submarine) Canyon、くしろかいていこく）は、北海道の釧路川沖合から千島海溝まで約150kmにおよぶ海底谷で、日本有数の海底谷のひとつ。
2006年、しんかい6500による潜行調査が行われ、採取された岩石試料の珪藻化石分析が行われた結果、上流部の珪藻帯の年代は後期鮮新世～前期更新世、下流部の珪藻帯からは前期更新世の珪藻が産出した。